# Eurytoma curculionum
Eurytoma curculionum är en stekelart som beskrevs av Mayr 1878. Eurytoma curculionum ingår i släktet Eurytoma och familjen kragglanssteklar.
Artens utbredningsområde är:
- Österrike.
- Finland.
- Frankrike.
- Tyskland.
- Ungern.
- Iran.
- Italien.
- Marocko.
- Norge.
- Polen.
- Sverige.
- Turkiet.
- Nordmakedonien.

Arten är reproducerande i Sverige. Inga underarter finns listade i Catalogue of Life.